# نبرد رود ایرگیز
نبرد ايرگيز درگیری كوچكی بود که ميان نیروهای امپراتوری خوارزمشاهیان و امپراتوری مغول در آغازين سال‌های سده سیزدهم در گرفت.
در حالی که روی دادن این درگیری به خوبی پذیرفته شده است، ریز زمان رخ دادن آن روشن نیست زیرا وقایع نگاران اصلی آن دوره گزارش های گوناگونی می دهند.
مورخان امروزی دو تاریخ گمانه زنی کرده اند: ۱۲۰۹ یا ۱۲۱۹.
رویدادهای پس زمینه برای هر تاریخ میتواند همانند هم باشد:
چنگیز خان، خاقان مغول، ارتشی را به فرماندهی سردار خود سبتای برای تاختن به نیروهای دشمن (مانند کنفدراسیون مرکیت یا شاهزاده نایمان کوچلک خان بی‌دين) در سرزمین‌های پیشین دودمان قراختاییان فرستاد.
سلطان محمد خوارزمشاه فرمانروای امپراتوری خوارزمشاهیان، آگاهی‌هایی درباره نبرد لشکرهای بزرگ در مرزهای شمالی خود دریافت کرد و به رویارویی با آنها برخاست.
چنين می نماید که ارتش مغول دربردارنده سردار جبه نویان و جوچی پسر بزرگ چنگیز نیز بود. این ارتش خیلی زود پس از شکست دادن هدف نخستین خود، از سوی سلطان محمد خوارزمشاه غافلگیر شد. محمد پیشنهادهای آشتی را نپذیرفت و نبرد را آغاز کرد.
درگیری سخت میان دو ارتش با توانمندی تقریباً برابر، تا شب پی گرفته شد، ولی چنین می نماید که مغول‌ها دست برتر را داشتند.
با این همه از آنجایی که به آنها دستور داده شده بود که از هرگونه درگیری احتمالی خودداری کنند، در درازای شب از اردوگاه خود را پنهانی رفتند.
بی باکی سربازان مغول که در درگیری نشان داده شد، در جایگاه انگیزه بنیادین گزینش راهبرد پدافندی از سوی سلطان محمد خوارزمشاه در درازای جنگ ۱۲۲۰-۱۲۲۱ بازگو شده است۰

## گاه‌شناسی
ریزگان این زد و خورد با لايه های گوناگون از سوی چهار وقایع نگارِ جداگانه گزارش شده است که هر کدام به زمانهای گوناگونی گواهی می دهند. گذشته نگار عرب ابن اثیر باورمند است که این نبرد پس از دار زدن کاروانی در اترار در سال ۱۲۱۸ رخ داد.
شهاب الدین محمد النساوی که نزدیک به دوره ابن اثیر می زیسته بی پیرایه گفته او را ویرایش میکند و گواهی می دهد که جنگ در سال ۶۱۲ گاهشماری اسلامی ۱۲۱۵-۱۲۱۶ رخ داده است.
جوزجانی، مورخ ایرانی كه دير از نساوي و ابن اثير ميزيسته  تاریخ ۶۱۵ (۱۲۱۸) را مینگارد در حالی که جوینی گزارش می‌دهد که شاه در پایان سال ۱۲۱۸ به لشکرکشی خود رفت و سال ۱۲۱۹  را برای خود نبرد بازگو کرد.
افزون بر این سردرگمی، همه تواریخ دربردارنده نادرستي هايی با اندازه های گوناگون است: برای نمونه نساوی نشان می دهد که نبرد پس از شکست کوچلوگ رخ داده است، که روشن است زودتر از سال ۱۲۱۸ رخ داده است. در برابر، نوشته جوینی بازگو می‌کند که سلطان محمد خوارزمشاه از ۳۰ اکتبر تا ۳۰ دسامبر در بخارا ماند «زیرا فصل بهار بود» - که خود یک دوگانگی است.

## بن‌مایه
- همکاری‌کنندگان ویکی‌پدیا، « Irghiz River skirmish»، ویکی‌پدیای انگلیسی، دانشنامهٔ آزاد (بازیابی ۲۰ آبان ۱۴۰۳)